# Novela de aventuras

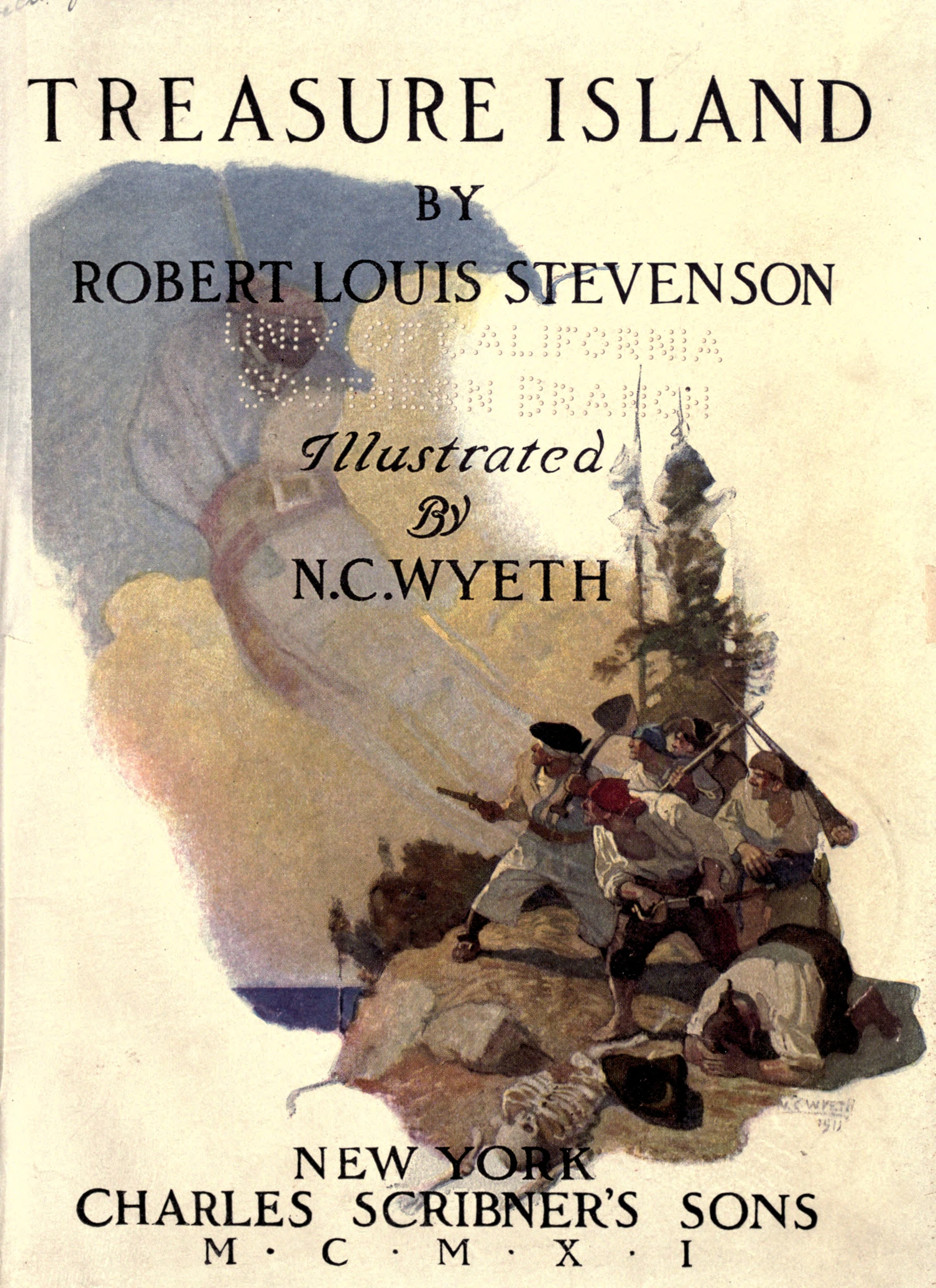
La isla del tesoro de Robert Louis Stevenson, un clásico de las novelas de aventura.

La novela de aventuras es un género narrativo literario que narra los viajes, el misterio y el riesgo donde un personaje principal se enfrenta a un desafío a lo largo del viaje.
Una característica recurrente es la acción presente hasta dominar los escenarios, básico para el desarrollo de la trama. En los argumentos de este tipo de novelas resaltan características como el riesgo, la sorpresa, el terror  el misterio y la intriga.
Las características, por tanto, de este tipo de obras son: la presencia del protagonista como un héroe, exaltación del atrevimiento y de la acción física, abundancia de peripecias, cambios en suerte contraria, con frecuencia escenarios exóticos, alejados de la experiencia común. La trama tiene mucha importancia, no tanto el aspecto psicológico de los personajes.
A partir de mediados del siglo XIX, cuando creció la alfabetización masiva, la aventura se convirtió en un popular subgénero de la ficción. Ejemplos de este periodo incluyen a Alexandre Dumas (padre), Julio Verne, H. Rider Haggard, Emilio Salgari, Thomas Mayne Reid, Sax Rohmer, Edgar Wallace, John Ronald Reuel Tolkien y Robert Louis Stevenson. Las novelas de aventuras a menudo se superponen con otros géneros, en particular las novelas de guerra, novelas policíacas, historias de mar, robinsonadas, ciencia ficción, fantasía y de vaqueros. No todos los libros dentro de estos géneros son aventuras. Las novelas de aventuras toman el establecimiento y la premisa de estos otros géneros, pero la trama de ritmo rápido de una aventura se centra en las acciones del héroe.
Algunas obras de este género son (entre otras): Robinson Crusoe, de Daniel Defoe; Los viajes de Gulliver, de Jonathan Swift; Las minas del rey Salomón, de Henry Rider Haggard; La isla del tesoro, de Robert Louis Stevenson; La vuelta al mundo en 80 días y Viaje al centro de la Tierra, de Julio Verne.